# Газопроводи карибського узбережжя Колумбії
Першим газопроводом, що постачав газ до карибського узбережжя Колумбії, став споруджений у кінці 1950-х Cicuco — Барранкілья. Він поставляв попутний газ, отриманий під час розробки нафтового родовища Cicuco, що знаходилось південніше від Барранкільї у департаменті Болівар, у середній течії річки Магдалена.
До кінця 1970-х запаси Cicuco почали вичерпуватися, проте наспіла розробка офшорного родовища Чучупа, розташованого в Карибському морі біля північно-східного узбережжя країни. Одним із напрямів поставок видобутого тут газу став південно-західний, що забезпечував блакитним паливом приморські департаменти. Для його подачі спорудили трубопровід від газопереробного заводу Баллена (з якого надходить продукція з Чучупа) через Riohacha, Санта-Марту, Барранкілью до Картахени.
При цьому у 1970-х також відкрили газові родовища південніше Картахени (Jobo, Tablon, Castor, Coral, Sucre). Їх видобуток спершу надходив на газопереробний завод Джобо, після чого постачався трубопроводом через Sincelejo до Картахени. У районі Sincelejo до трубопроводу приєднувалась лінія зі сходу від родовищ Guepaje та Ayombe.
Окрім північного напрямку, газ з Джобо починаючи з першої половини 1980-х років постачався на південь до Cerro Matoso, де реалізували великий гірничодобувний проект на родовищі нікелю, який до того ж включав виробництво ферронікелю. Газ, що постачався по трубопроводу довжиною 90 км в обсягах до 280 тисяч м3 на добу, використовувався для забезпечення роботи печей та сушарок.
Таким чином, від Баллена до Cerro Matoso через всі департаменти карибського узбережжя протягнулась безперервна газотранспортна мережа компанії Promgas, проте напрямок руху газу на окремих її ділянках був прямо протилежний. Для забезпечення роботи мережі споруджено 4 компресорні станції — у Джобо, Картахені, Барранкільї та між Санта-Мартою і Riohacha.
На початку 2010-х у районі Джобо почались роботи по розробці нових родовищ — Нельсон, Палмер, Кларінете. Для видачі їх продукції до ГПЗ Джобо приєднали лінію з Нельсон потужністю до 1,7 млн м³ на добу. У свою чергу на ГПЗ провели роботи розширивши на першому етапі (2015 рік) його можливості з 0,7 млн м³ до 1,7 млн м³ на добу. Протягом другого етапу (2016 рік) потужності газопереробного заводу зростуть до 5,2 млн м³ на добу. Крім того, з кінця 2000-х по згаданій раніше перемичці Guepaje — Sincelejo в систему почав надходити газ з найбільшого в історії Колумбії газового родовища Ла Крещенте.
Для транспортування нових обсягів продукції у 2016—2018 роках планується інвестувати в ряд проектів, а саме:
- прокладання другої нитки на ділянці Джобо-Sincelejo;
- встановлення компресорних потужностей для збільшення перекачування газу по ділянці Sincelejo-Картахена;
- прокладання другої нитки від Картахени до Барранкільї.

Це дозволить компенсувати дефіцит газу, що виникає внаслідок падіння видобутку на родовищі Чучупа.
Одними з основних споживачів  газу, що транспортується уздовж карибського узбережжя Колумбії, є 7 теплоелектростанцій, у тому числі три біля Картахени та три біля Барранкільї. 
В 2016-му до газотранспортної системи підключили термінал для прийому ЗПГ у Картахені.